# Attert (rivier)
De Attert (Luxemburgs: Atert) is een rivier in de Belgische provincie Luxemburg en in het Groothertogdom Luxemburg. Ze is een zijrivier van de Alzette en behoort zo tot het hoofdstroomgebied van de Rijn. De Attert heeft een lengte van 38 kilometer waarvan 6 kilometer in België.
De Attert ontspringt in het zuiden van de Belgische Ardennen, in het bos ten zuidwesten van de dorpskern van Nobressart in de gemeente Attert, op een hoogte van 406 meter.
De rivier loopt naar het oosten en vormt de grens tussen Nobressart en Thiaumont. Daarna stroomt ze door Attert en het dorp Grendel. Na het overschrijden van de Belgisch-Luxemburgse grens passeert de rivier de gemeente Redange, Useldange, Boevange-sur-Attert en Bissen om nabij Colmar-Berg op een hoogte van 200 meter in de Alzette uit te monden.